# Nedanovce
Nedanovce este o comună slovacă, aflată în districtul Partizánske din regiunea Trenčín. Localitatea se află la altitudinea de 180 m deasupra n.m., se întinde pe o suprafață de 7 km2 și în 2017 număra 626 de locuitori. Se învecinează cu comuna Klátova Nová Ves.

## Istoric
Localitatea Nedanovce este atestată documentar din 1344.

## Demografie
| An:                | 1994 | 2004    | 2014   | 2024   |
| ------------------ | ---- | ------- | ------ | ------ |
| Număr de persoane: | 557  | 615     | 621    | 620    |
| Diferență:         |      | +10,41% | +0,97% | −0,16% |

| An:                | 2023 | 2024   |
| ------------------ | ---- | ------ |
| Număr de persoane: | 623  | 620    |
| Diferență:         |      | −0,48% |